# 1972 في الأوروغواي
فيما يلي قوائم الأحداث التي وقعت خلال عام 1972 في الأوروغواي.

## سياسة

### تعيين في المنصب
- 1 مارس – خوان ماريا بوردابيري رئيس الأوروغواي.
- 1 مارس – خوليو ماريا سانغوينيتي Minister of Education and Culture of Uruguay  [لغات أخرى]‏.

### انتهاء فترة المنصب
- 27 أكتوبر – خوليو ماريا سانغوينيتي Minister of Education and Culture of Uruguay  [لغات أخرى]‏.

## مواليد

### فبراير
- 14 فبراير – فيرناندو بيكون لاعب كرة قدم أوروغواياني.
- 23 فبراير – واشنطن فرناندو أرواخو

### مارس
- 29 مارس – ميلتون وينانتس درّاج طريق أوروغواياني.

### أبريل
- 10 أبريل – ديبغو فييرا لاعب كرة قدم أوروغواياني.

### مايو
- 6 مايو – ماوريسيو إسبينوسا حكم كرة قدم أوروغواياني.
- 27 مايو – حزقيال غونزاليس لاعب كرة قدم أوروغواياني.

### أكتوبر
- 14 أكتوبر – سيرجيو فاسكيز لاعب كرة قدم أوروغواياني.
- 16 أكتوبر – أندريس مارتينيز لاعب كرة قدم أوروغواياني.

### نوفمبر
- 2 نوفمبر – داريو سيلفا لاعب كرة قدم أوروغواياني.

### ديسمبر
- 21 ديسمبر – واشينجتون تايس لاعب كرة قدم أوروغواياني.

## وفيات

### أغسطس
- 22 أغسطس – أنخيل رومانو (مواليد 1894) لاعب كرة قدم أوروغواياني.